# The Supermen Lovers
The Supermen Lovers, pseudonimo di Guillaume Atlan (Parigi, 9 febbraio 1975), è un musicista e disc jockey francese.
Viene principalmente ricordato per il singolo Starlight, cantata da Mani Hoffman.

## Discografia

### Album in studio
- 2002 – The Player
- 2004 – Boys In The Wood
- 2011 – Between The Ages
- 2018 - Clock Sucker EP
- 2022 - Body Double

### Singoli
- 2001 – Starlight
- 2002 – Diamonds for Her
- 2002 – Hard Stuff (Get Your Ticket for a Ride)
- 2004 – Born to Love You
- 2005 – Bus Stop
- 2005 – Under Pressure
- 2010 – Take a Chance
- 2011 – C'est Bon
- 2012 – We got That Booty
- 2013 – Moments
- 2016 – It's OK!